# خان شكي
خان شكي هو واحد من الخانات الرئيسية الذي يعتبر من أهم القطع المعمارية الأثرية التي يعود تشييدها إلى فترة حكم الخانات.

## تاريخ الخان
يعود الخان الي قرن 18. شكي تستضيف مجموعة كبيرة من المتاحف التاريخية الأكثر أهمية في البلاد.
منها متحف يعرض جميع اشكال النباتات والحيوانات التي يمكنك رؤيتها داخل غاباتها الشاسعة. و منها هو المتحف التاريخي الخان في شكي.
شكي الذي كانت المدينة الأقدم للتجارة ودودة الحرير في أذربيجان و واقعة على طريق الحرير, تضم المراكز التجارية العديد من الدول الأجنبية والخانات الأخرى من خلال طرق القوافل.
مبانى الخان التي أنشاءت في المدينة بين القرنين 18-19 ليس فقط من أجل البقاء القوافل والمسافرين وبالإضافة لتنفيذ العمليات التجارية المختلفة أيضا.
هذا الخان الذي يشتهر في كل الجمهورية الترانسقوقازية الديمقراطية الاتحادية بظروف سانحة لتجارة وبحجمها، كانت من أكبر الخانات في شكي في القرنين 18-19. و هو واحد من الخانتين الذي وصل حتى يومنا.

## خط الخان
مساحته عاما 6000 مترا مربع.
في الوقت الحاضر، الخان في شكي تعامل كفندق وهو مثال تراث ثقافي مادي لشكي.
يتكون الم وبنى من الثلاثة الطوابق ومن 300 غرفة وعنده بوابتي دخول.
ركم التاجر بضائعه في المخزن، تجر في الطابق الأول، وعاش في الطابق الثاني.

## معرض صور

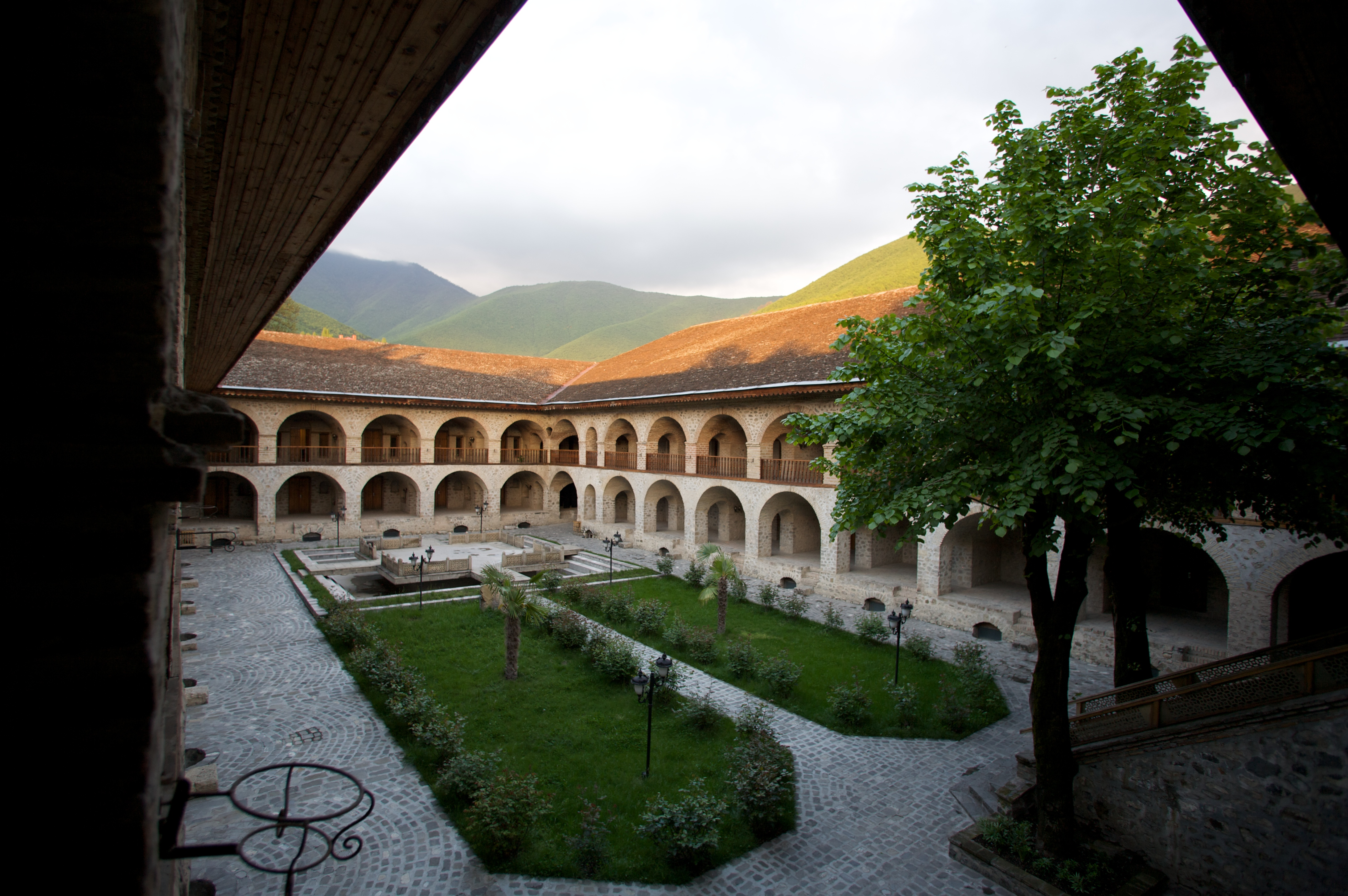
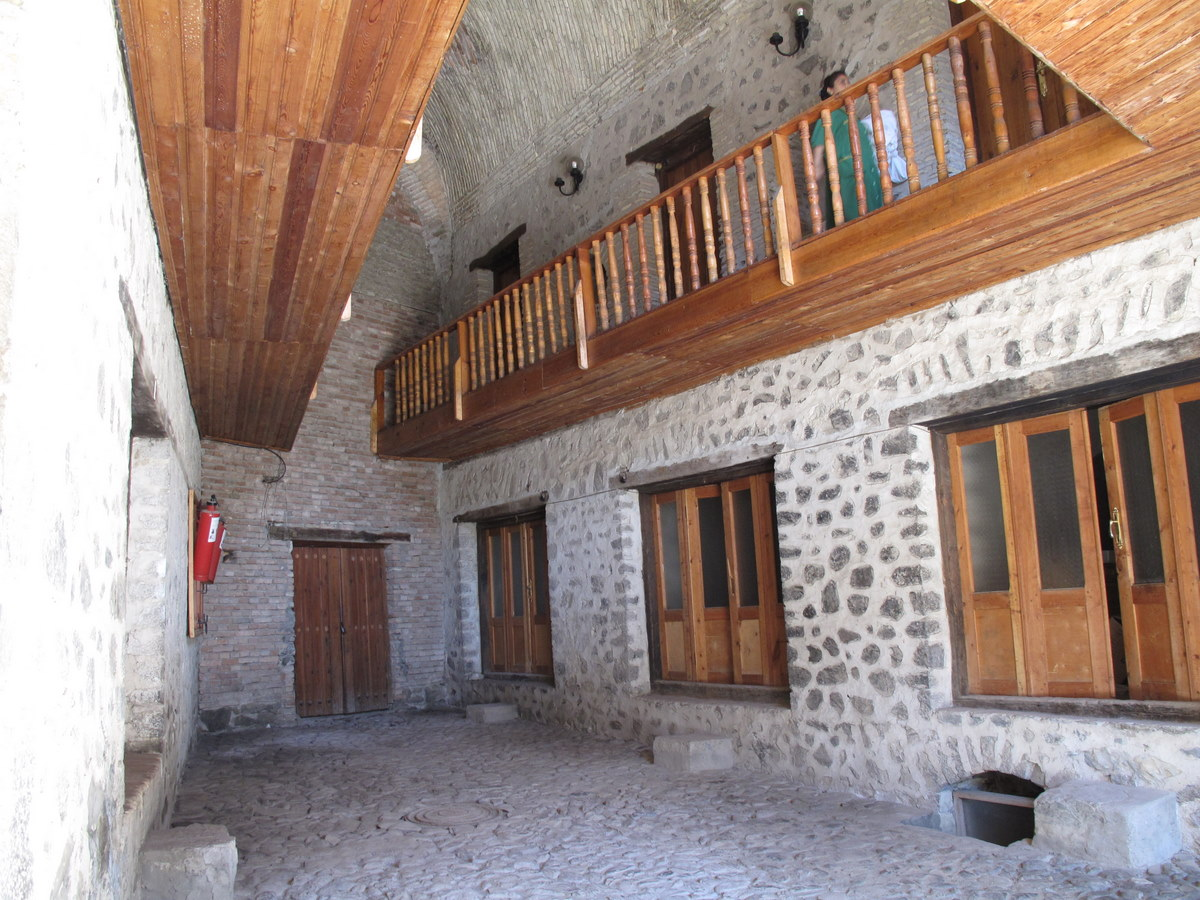
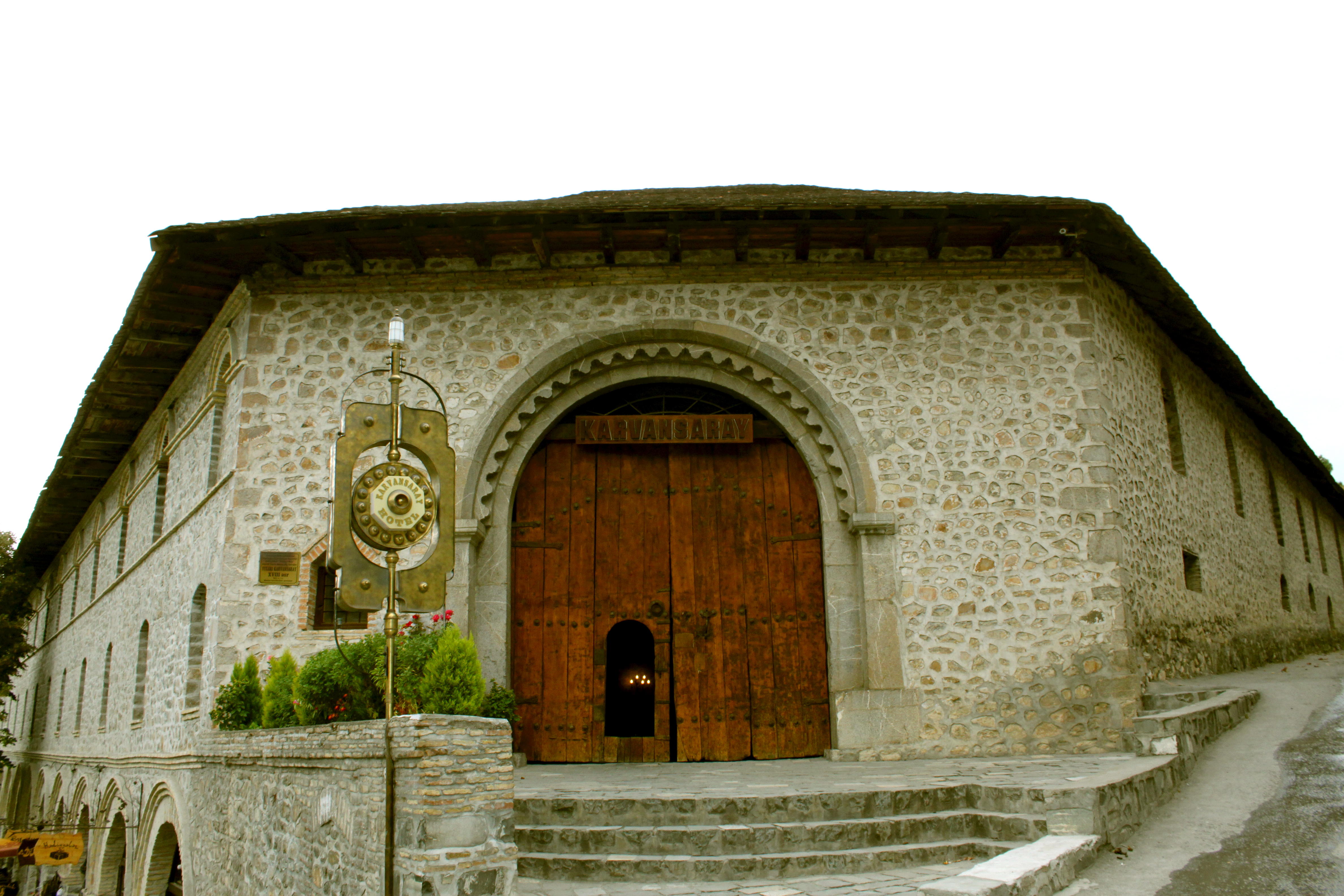
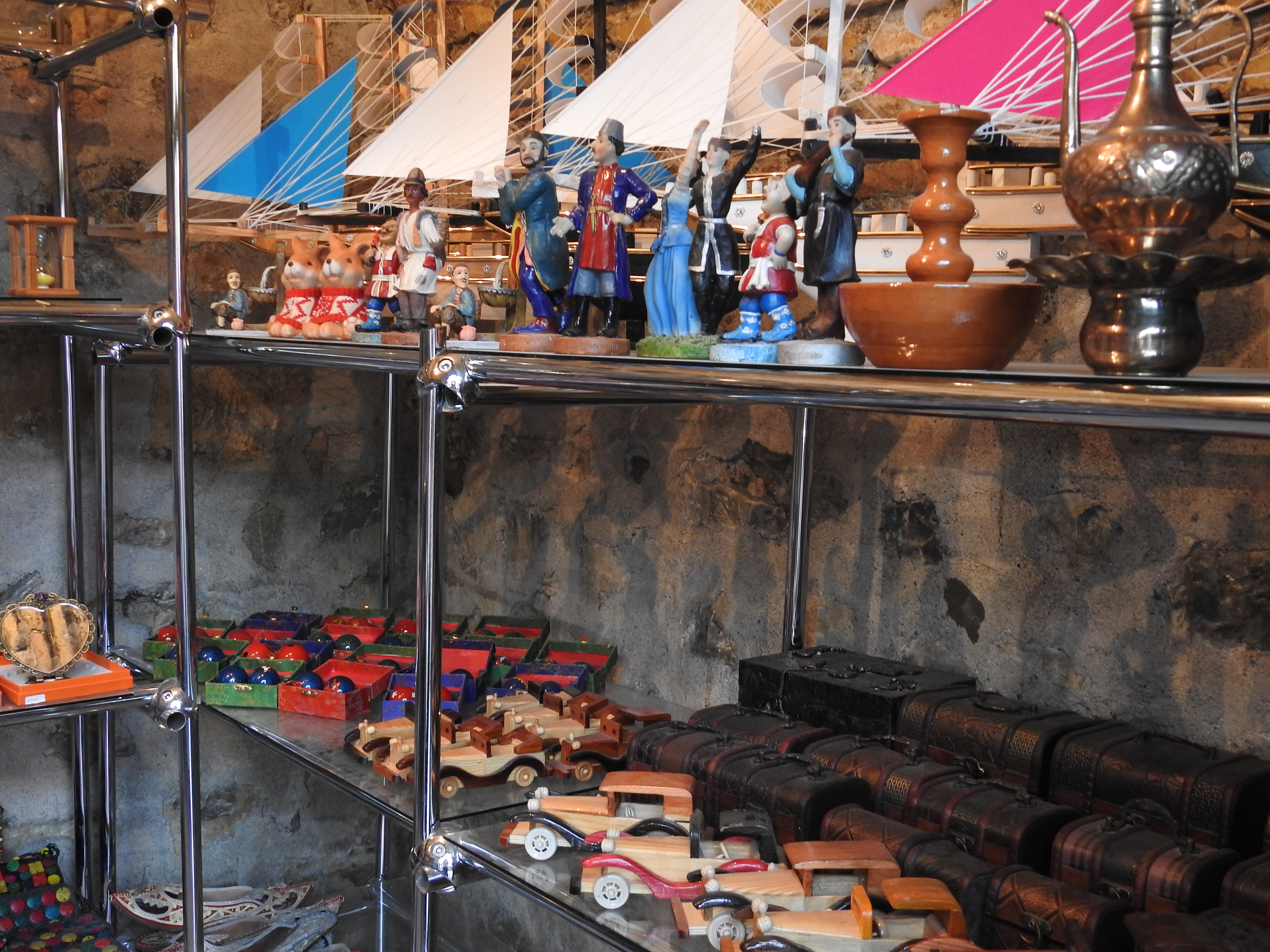
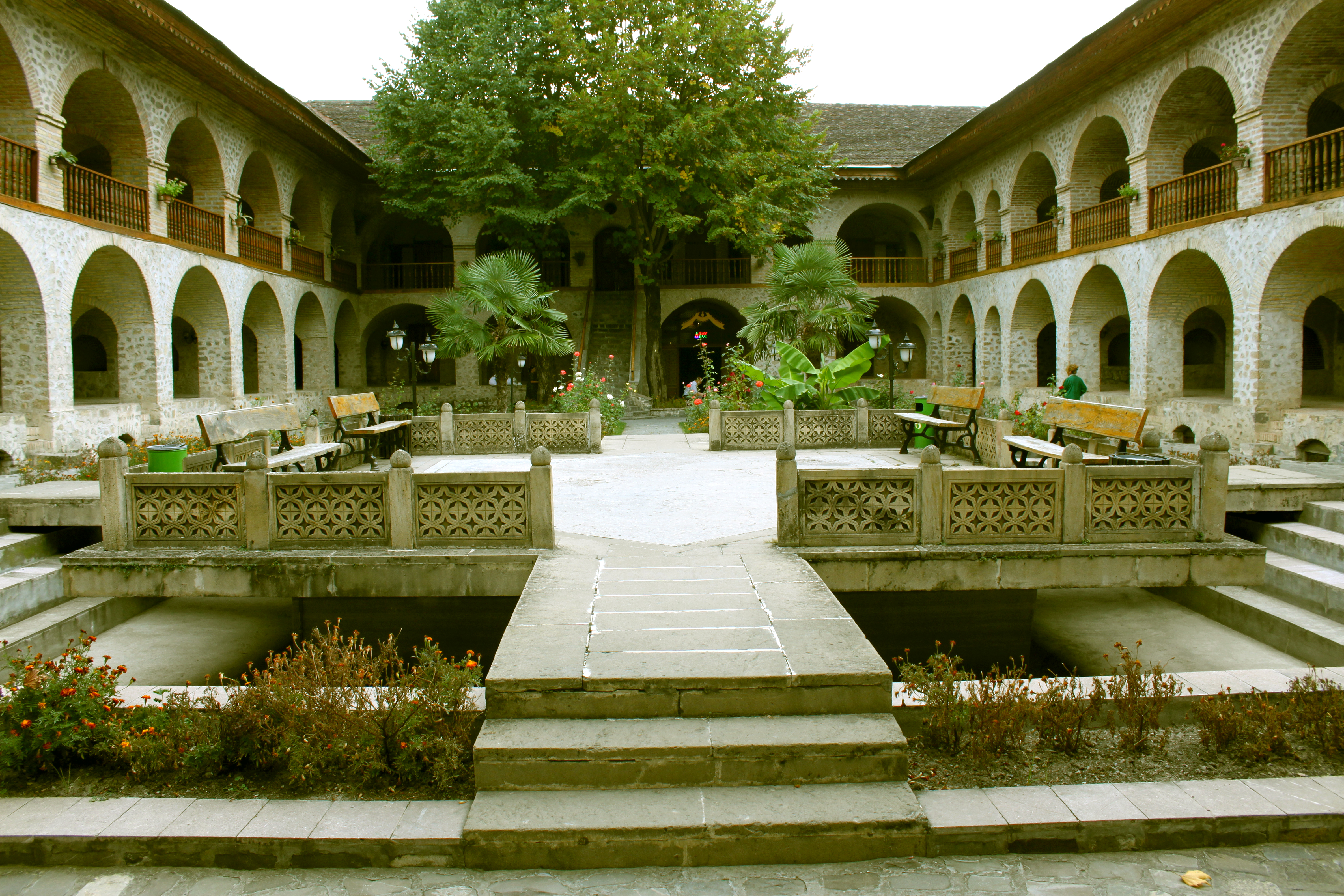
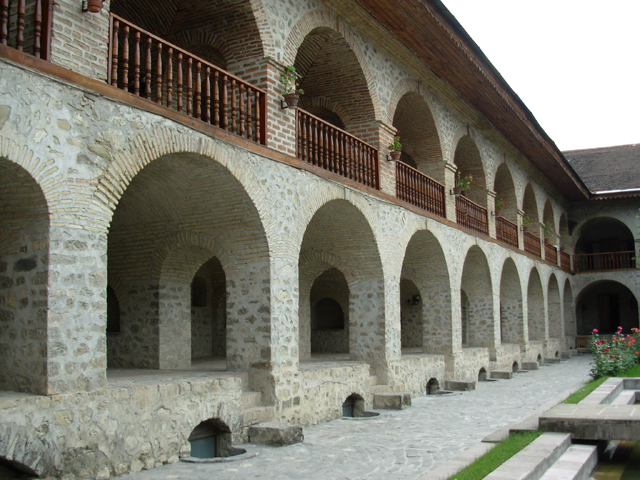